# Like Someone in Love
Like Someone in Love è il dodicesimo album della cantante jazz Ella Fitzgerald, pubblicato dalla Verve Records nel 1957.
L'album vede la Fitzgerald accompagnata da un'orchestra diretta da Frank DeVol.

## Tracce
Lato A
1. There's a Lull in My Life (Mack Gordon, Harry Revel) – 3:23
2. More Than You Know (Edward Eliscu, Billy Rose, Vincent Youmans) – 3:14
3. What Will I Tell My Heart? (Irving Gordon, Jack Lawrence, Peter Tinturin) – 3:27
4. I Never Had a Chance (Irving Berlin) – 2:44
5. Close Your Eyes (Bernice Petkere) – 2:54
6. We'll Be Together Again (Carl T. Fischer, Frankie Laine) – 3:18
7. Then I'll Be Tired of You (Yip Harburg, Arthur Schwartz) – 3:10
8. Like Someone in Love (Johnny Burke, Jimmy Van Heusen) – 3:07

Lato B
1. Midnight Sun (Sonny Burke, Lionel Hampton, Johnny Mercer) – 3:54
2. I Thought About You (Mercer, Van Heusen) – 2:51
3. You're Blasé (Ord Hamilton, Bruce Sievier) – 3:55
4. Night Wind (Lew Pollack, Bob Rothberg) – 3:16
5. What's New? (Johnny Burke, Bob Haggart) – 3:04
6. Hurry Home (Buddy Bernier, Bob Emmerich, Joseph Meyer) – 4:37
7. How Long Has This Been Going On? (George Gershwin, Ira Gershwin) – 5:48

Bonus track riedizione 1991
1. I'll Never Be the Same (Gus Kahn, Matty Malneck, Frank Signorelli) – 4:23
2. Lost in a Fog (Dorothy Fields, Jimmy McHugh) – 3:59
3. Everything Happens to Me (Tom Adair, Matt Dennis) – 3:51
4. So Rare (Jerry Herst, Jack Sharpe) – 3:34